# Thạch Lam
Thạch Lam (1910-1942), tên thật là Nguyễn Tường Vinh, là một nhà văn Việt Nam thuộc nhóm Tự Lực văn đoàn. Ông là em ruột của hai nhà văn khác cũng trong nhóm Tự Lực văn đoàn là Nhất Linh và Hoàng Đạo. Ngoài bút danh Thạch Lam, ông còn có các bút danh là Việt Sinh, Thiện Sỹ.

## Tiểu sử
Thạch Lam sinh ra tại Hà Nội trong một gia đình công chức gốc quan lại, thuở nhỏ chủ yếu sống ở quê ngoại, phố huyện Cẩm Giàng, tỉnh Hải Dương. Thạch Lam là người con thứ 6 trong gia đình 7 người con (6 trai, 1 gái). Nguyên tên ban đầu của ông do cha mẹ đặt là Nguyễn Tường Vinh. Đến năm Thạch Lam 15 tuổi, thấy mình học chậm, cần tăng thêm tuổi để học "nhảy" 4 năm, ông làm lại khai sinh thành Nguyễn Tường Lân. 
Cha là Nguyễn Tường Nhu (1881-1918), thông thạo chữ Hán và chữ Pháp, làm Thông phán Tòa sứ, thường được gọi là Thông Nhu hay Phán Nhu. Mẹ là bà Lê Thị Sâm, là con gái đầu lòng cụ Lê Quang Thuật (tục gọi Quản Thuật), người gốc Huế đã ba đời ra Bắc, làm quan võ ở huyện Cẩm Giàng. Bấy giờ tri huyện Cẩm Giàng là ông Nguyễn Tường Tiếp (tục gọi là Huyện Giám, ông nội Thạch Lam), quê gốc ở Quảng Nam, có con trai là Nguyễn Tường Nhu đã đến tuổi lấy vợ, mới cho người mai mối hỏi cô Lê Thị Sâm về làm dâu dòng họ Nguyễn Tường.
Ông bà Phán Nhu lấy nhau hơn chục năm, rời từ ấp Thái Hà về số 10 Hàng Bạc, Hà Nội, rồi hết về quê Cẩm Giàng lại theo con cả Nguyễn Tường Thụy ở Tân Đệ, Thái Bình. Do buôn bán ở Thái Bình được một năm chẳng được như ý, bà Phán Nhu lại đưa cả gia đình về Hà Nội. Khi vợ Nguyễn Tường Thụy xin ra ở riêng, bà lại về Cẩm Giàng. Người bạn cân gạo ngày trước là bà cả Hội nợ bà Nhu 60 đồng Đông Dương từ trước, trừ tiền nợ bằng hai mẫu đất cho bà Phán Nhu. Thế là bà cho đào ao, đắp nền, làm nhà gỗ, lợp rạ, cột vuông, bốn chung quanh hiên rộng, gọi là Nhà ánh sáng.
Ngày 31 tháng 8 năm 1917, cha của Thạch Lam sang Sầm Nưa, Lào làm thông phán Tòa sứ, được đem theo vợ để buôn bán mưu sinh nhưng chỉ tám tháng sau, ông bạo bệnh qua đời. Một mình nơi xa xứ, lo chôn cất chồng xong, bà Nhu trở về Việt Nam đi hết 12 ngày đường bộ và đường thủy, gian nguy vô ngần. Mãn tang chồng một năm, bà cùng bốn người thân lại sang Lào để mang hài cốt ông về nước đặt mộ bên bờ ao thuộc làng La A, xã Kim Giang, huyện Cẩm Giàng.
Sau khi chồng mất, bà tảo tần khuya sớm đi về làng quê cân gạo nhưng không đủ sống, đành nấu thuốc phiện, biết là hiểm nguy có thể bị người Pháp bắt bỏ tù bất cứ lúc nào nhưng để các con học hành thành đạt, bà vẫn tảo tần lo cho 7 người con ăn học. Sau khi các con đều đã có gia đình, bà xuất gia đến tu ở Đào Xuyên, Bối Khê, Hà Nội.
Khi biết tin Hoàng Đạo đột tử ở ga Thạch Long (Trung Quốc) năm 1948, bà đã làm lễ cầu siêu cho con, rồi vào Sài Gòn, tu ở chùa Xá Lợi cho đến năm 1960. Ít lâu sau bà viên tịch tại đó, trước ngày Nhất Linh mất (7 tháng 7 năm 1963).

### Thời thơ ấu
Cha ông mất sớm, mẹ ông phải một mình buôn bán nuôi mẹ chồng và bảy người con. Lúc nhỏ, ông chủ yếu sống ở quê ngoại.
Ở Cẩm Giàng, Thạch Lam học tại trường Nam (Tiểu học Hải Dương, nay là trường Tiểu học Tô Hiệu). Đến khi người anh cả là Nguyễn Tường Thụy ra trường dạy học ở Tân Đệ (Thái Bình), mẹ ông đã đưa cả nhà đi theo người con cả, nên Thạch Lam đến học ở Tân Đệ. Nhưng ở đây được một năm, làm vẫn không đủ cho các miệng ăn, mẹ ông dẫn các con (trừ Nguyễn Tường Thụy) về Hà Nội ở nhà thuê, rồi cứ thế lúc thì ở Hà Nội, lúc thì ở Cẩm Giàng.
Muốn sớm đỡ đần cho mẹ, Thạch Lam đã nhờ mẹ nói khéo với ông lý trưởng cho đổi tên và khai tăng tuổi để học ban thành chung. Tiếp theo, ông thi đỗ vào Cao đẳng Canh Nông ở Hà Nội, nhưng chỉ học một thời gian, rồi vào trường Trung học Albert Sarraut để học thi Tú tài.

## Bước vào sự nghiệp văn chương
Khi đã đỗ tú tài I, Thạch Lam thôi học để làm báo với hai anh. Buổi đầu, ông gia nhập Tự Lực văn đoàn do anh là Nguyễn Tường Tam sáng lập, rồi được phân công lo việc biên tập tuần báo Phong hóa và tờ Ngày nay của bút nhóm này. Đến tháng 2 năm 1935, thì ông được giao làm Chủ bút tờ Ngày nay.
Khác với tất cả các anh trai đều lấy vợ qua mai mối, được bố mẹ chấp thuận mới coi mặt nhau, rồi cưới, Thạch Lam lấy vợ hoàn toàn do sự lựa chọn của cá nhân ông. Khoảng năm 1935, Thạch Lam lấy vợ là bà Nguyễn Thị Sáu, người Ninh Bình, đã từng có một đời chồng. Ông được người chị (Nguyễn Thị Thế) nhường lại căn nhà nhỏ tại đầu làng Yên Phụ, ven Hồ Tây (Hà Nội) cho vợ chồng ông ở.
Cũng theo hồi ức của bà Nguyễn Thị Thế thì bản tính Thạch Lam "ưa tĩnh mịch nên khi có con, vú em được lệnh cấm không được ru và cũng cấm không được để nó khóc. Ngoài cổng, có khi chú còn cho treo một cái biển đề: "Ai hỏi gì xin lên tòa soạn". Và bà Thế kết luận, những tháng ngày cuối đời, Thạch Lam "khó tính đến nỗi hầu như chỉ có thím là chiều chuộng được chú, còn tôi và mẹ tôi cũng đành chịu".
Tuy chỉ là một mái tranh vách đất, thế nhưng "nhà cây liễu" là nơi thường lui tới của các văn nghệ sĩ. Ngoài các thành viên trong Tự Lực văn đoàn, còn có: Thế Lữ, Vũ Hoàng Chương, Đinh Hùng, Nguyễn Xuân Sanh, Nguyễn Tuân, Huyền Kiêu, Nguyễn Xuân Khoát...

## Qua đời
Theo những gì mà người thân của Thạch Lam kể lại, mặc dù cao tới 1m70, vượt trội hơn khá nhiều chiều cao trung bình của người Việt thời đó, nhưng sức khỏe của Thạch Lam lại rất không tương xứng với chiều cao của ông. Có thể nói, ông thuộc dạng thể chất yếu. Vì thế mà ông rất năng chơi thể thao (ông chơi tennis vào loại khá) và có thời kỳ, ông cùng người anh rể tương lai tên là Nguyễn Kim Hoàn đi học võ nghệ.
Một tuổi thơ nhọc nhằn cộng với cuộc sống lao lực vì miếng cơm manh áo đã làm Thạch Lam sớm mắc phải căn bệnh lao phổi, một trong những căn bệnh nan y thời bấy giờ. Ông mất tại Hà Nội vào ngày 27 tháng 6 năm 1942 , lúc mới 31 tuổi, khi đang còn trong độ tuổi rực rỡ trên văn đàn.
Ông ra đi để lại người vợ trẻ cùng với ba đứa con thơ trong cảnh nghèo. Gia đình đã an táng ông nơi nghĩa trang Hợp Thiện, nay thuộc quận Hai Bà Trưng, Thành phố Hà Nội.

## Gia đình
Thạch Lam có ba người con, hai trai một gái là bà Nguyễn Tường Nhung, ông Nguyễn Tường Đằng, và trước vài ngày khi Thạch Lam mất, vợ ông sinh thêm con trai mà sau này là nhà văn Nguyễn Tường Giang. Nguyễn Tường Giang tốt nghiệp Trường Đại học Y khoa Sài Gòn năm 1968. Ra trường, ông làm việc tại các bệnh viện Từ Dũ, Hùng Vương. Sau ngày 30 tháng 4 năm 1975, ông qua Mỹ hành nghề tư, tham gia giảng dạy chuyên môn (sản phụ khoa) tại Southside Hospital, Bay Shore, New York rồi tại Virginia Hospital Center, tại Arlington, Virginia, và về hưu năm 2010. Con rể của ông là Trung tướng Quân lực Việt Nam Cộng hòa Ngô Quang Trưởng.
Theo nhà văn Băng Sơn thì sau khi Thạch Lam mất, vợ và các con ông có về sống ở Cẩm Giàng với bà Phán Nhu một thời gian rồi di cư vào Nam.

## Tác phẩm
Hầu hết sáng tác của Thạch Lam được đăng báo trước khi in thành sách. Trong đó, phải kể đến một số tác phẩm tiểu biểu như:
- Gió lạnh đầu mùa (tập truyện ngắn, Nhà xuất bản Đời nay, 1937)
- Nắng trong vườn (tập truyện ngắn, Nhà xuất bản Đời nay, 1938)
- Ngày mới (truyện dài, Nhà xuất bản Đời nay, 1939)
- Theo dòng (bình luận văn học, Nhà xuất bản Đời nay, 1941)
- Sợi tóc (tập truyện ngắn, Nhà xuất bản Đời nay, 1942)
- Một thứ quà của lúa non: Cốm (Hà Nội băm sáu phố phường, Nhà xuất bản Đời Nay, 1943) - đã được in vào SGK Ngữ văn 7, tập một.
- Hà Nội băm sáu phố phường (Tùy bút, Nhà xuất bản Đời Nay, 1943)
- Và hai quyển truyện viết cho thiếu nhi: Quyển sách và Hạt ngọc. Cả hai đều do Nhà xuất bản Đời Nay ấn hành năm 1940.

Thạch Lam có tác phẩm truyện ngắn Hai đứa trẻ đã được in vào SGK ngữ văn 11, tập một và được in vào SGK lớp 10 tập một theo chương trình mới từ năm 2022.

## Đôi nét về tính cách của Thạch Lam
Nhà văn Thế Uyên (con trai bà Nguyễn Thị Thế, cháu gọi Thạch Lam là cậu), trong bài Tìm kiếm Thạch Lam, có đoạn:
Mẹ tôi bảo chú Thạch Lam mơ mộng, tế nhị, đa cảm, thì thuở nhỏ đã thế... Và chính ở đây (trại Cẩm Giàng) những người đàn ông ngồi uống trà, hút thuốc, nói chuyện tâm đắc... Có khi bàn chuyện văn chương, báo chí, có thể là chuyện cải cách dân tộc. Thường trong lúc ấy, Thạch Lam ngồi trong đám bạn văn thơ, bởi tính cách Thạch Lam chỉ có thế...
Nhà văn Vũ Bằng kể lại: 
Thạch Lam yêu sự sống hơn bất kỳ ai. Anh quý từ cốc nước chè tươi nóng, trang trọng đưa lên miệng uống một cách gần như thành kính... như thể cảm ơn trời đất đã cho mình sống để thưởng thức ngon lành như vậy. Anh cẩn thận từng câu nói với cô bán hàng vì sợ lỡ lời... khiến người ta tủi thân mà buồn. Thạch Lam đi đứng nhẹ nhàng... Anh là một người độc đáo có tài lại khiêm nhường, người nhỏ mà nhân cách lớn...
Có lần Thạch Lam nói: Xét cho cùng, ở đời ai cũng khổ. Người khổ cách này, người cách khác. Bí quyết là biết tìm cái vui trong cái khổ. Vì chỉ sống thôi cũng đã quý lắm rồi. Người ta không bao giờ nên phí phạm cái sống, coi thường sự sống.
Một lần, Thạch Lam cho tiền một đứa trẻ bán lạc rang bị cướp mất tiền, tôi nhắc khéo là có thể bị đứa trẻ đánh lừa, Thạch Lam trả lời: Bị lừa hay không, cái đó không quan hệ lắm. Mình cần làm một việc xét ra phải làm, theo ý mình...
Tháng 2 năm 1935, Thạch Lam được giao quản trị báo Ngày nay. Một nhà thơ, vì cảnh nhà túng quẫn, cứ đến gặp ông xin tạm ứng tiền nhuận bút. Nhưng bạn vay 10 mà trả bài có 3. Có người nhắc ông sao không chặn lại, ông vẫn cho tạm ứng và bảo rằng: Chẳng ai muốn làm một việc như thế, người ta không còn con đường nào khác mới phải làm như vậy. Nếu không giúp đỡ, họ sống ra sao?
Và mặc dù là người nghèo nhất trong gia đình (nhà tranh vách đất, thậm chí chăn mền không có tiền mua), Thạch Lam vẫn thường mời bạn văn đến chơi nhà và thiết đãi tận tình. Khúc Hà Linh cho biết:
Thạch Lam nghèo một phần vì sách của ông bán ế, nhưng không vì thế mà người vợ hiền thục kém mặn mà với khách của chồng. Những bữa rượu cứ tiếp diễn, và bao giờ Thạch Lam cũng mời mọc thịnh tình cho đến khi thực khách say mềm. Trong lúc chè chén, có khi sinh sự ồn ào, những lúc ấy Thạch Lam vẫn chỉ điềm nhiên nâng chén, không nói lớn, mà chỉ cười...

## Sự nghiệp văn chương của Thạch Lam
Nhận xét khái quát về sự nghiệp văn chương của ông, Từ điển bách khoa toàn thư Việt Nam  có đoạn viết:
Thạch Lam là một cây bút thiên về tình cảm, hay ghi lại cảm xúc của mình trước số phận hẩm hiu của những người nghèo, nhất là những người phụ nữ trong xã hội cũ, sống vất vả, thầm lặng, chịu đựng, giàu lòng hi sinh ("Cô hàng xén"). Có truyện miêu tả với lòng cảm thông sâu sắc một gia đình đông con, sống cơ cực trong xóm chợ ("Nhà mẹ Lê"). Có truyện phân tích tỉ mỉ tâm lý phức tạp của con người ("Sợi tóc"). "Ngày mới" đi sâu vào nội tâm của một cặp vợ chồng trí thức nghèo. Chưa có truyện nào có ý nghĩa xã hội rõ nét như các tác phẩm của các nhà văn hiện thực phê phán. "Theo giòng" là một thiên tiểu luận viết kiểu tuỳ bút, ghi lại suy nghĩ của ông về nghệ thuật tiểu thuyết, có những ý kiến hay, nhưng chưa đi sâu vào khía cạnh nào. Cuốn "Hà Nội ba sáu phố phường" có phong vị đậm đà của quê hương xứ sở, lại rất gợi cảm. Văn Thạch Lam nhẹ nhàng, giàu chất thơ, sâu sắc, thâm trầm, thường để lại một ấn tượng ngậm ngùi, thương xót.
Trong "Lời nhà xuất bản Văn học" (khi in lại tác phẩm "Gió đầu mùa" năm 1982) cũng có đoạn viết như sau:
Giới thiệu tập truyện ngắn "Gió đầu mùa" xuất bản trước Cách mạng tháng Tám, Thạch Lam viết: "Đối với tôi văn chương không phải là một cách đem đến cho người đọc sự thoát ly hay sự quên, trái lại văn chương là một thứ khí giới thanh cao và đắc lực mà chúng ta có, để vừa tố cáo và thay đổi một cái thế giới giả dối và tàn ác, làm cho lòng người được thêm trong sạch và phong phú hơn".
Có thể coi đoạn văn ngắn nói trên như là "Tuyên ngôn văn học" của Thạch Lam. Và quả thật, trong toàn bộ gia tài sáng tạo của Thạch Lam, hầu như không một trang viết nào lại không thắm đượm tinh thần đó. Là thành viên của nhóm Tự Lực văn đoàn, song trước sau văn phong Thạch Lam vẫn chảy riêng biệt một dòng. Đề tài quen thuộc của nhóm Tự Lực văn đoàn là những cảnh sống được thi vị hóa, những mơ ước thoát ly mang màu sắc cải lương, là những phản kháng yếu ớt trước sự trói buộc của đạo đức phong kiến diễn ra trong các gia đình quyền quý. Thạch Lam, trái lại, đã hướng ngòi bút về phía lớp người lao động bần cùng trong xã hội đương thời. Khung cảnh thường thấy trong truyện ngắn Thạch Lam là những làng quê bùn lầy nước đọng, những phố chợ tồi tàn với một bầu trời ảm đạm của tiết đông mưa phùn gió bấc, những khu phố ngoại ô nghèo khổ, buồn, vắng... Trong khung cảnh ấy, các nhân vật cũng hiện lên với cái vẻ heo hút, thảm đạm của số kiếp lầm than - Đó là mẹ Lê, người đàn bà nghèo khổ, đông con, góa bụa ở phố chợ Đoàn Thôn, là bác Dư phu xe ở phố Hàng Bột, là Thanh, Nga với bà nội và cây hoàng lan trong một làng quê vùng ngoại ô, là cô Tâm hàng xén với lối đường quê quen thuộc trong buổi hoàng hôn... Tất cả những cảnh, những người ấy đều được mô tả bằng một số đường nét đơn sơ, thưa thoáng nhưng vẫn hết sức chân thực...
Tác phẩm của Thạch Lam vì thế có nhiều yếu tố hiện thực tuy nhân vật không dữ dội như Chí Phèo, lão Hạc của Nam Cao, hay bị đày đọa như chị Dậu của Ngô Tất Tố...Cái riêng, cái độc đáo, cái mạnh của Thạch Lam, chính là ở lòng nhân ái, và vẻ đẹp tâm hồn quán xuyến trong mọi tác phẩm của ông. Nhân vật Thạch Lam, bất luận ở hoàn cảnh nào, vẫn ánh lên trong tâm hồn cái chất nhân ái Việt Nam... Đọc truyện ngắn Thạch Lam rõ ràng ta thấy yêu con người, quý trọng con người hơn. Và cũng từ đó ta thương cảm, nâng niu, chắt gạn từng chút tốt đẹp trong mỗi một con người.
Trích thêm nhận xét của:
- Nhà văn Nguyễn Tuân:

Lời văn Thạch Lam nhiều hình ảnh, nhiều tìm tòi, có một cách điệu thanh thản, bình dị và sâu sắc... Văn Thạch Lam đọng nhiều suy nghiệm, nó là cái kết tinh của một tâm hồn nhạy cảm và tầng trải về sự đời. Thạch Lam có những nhận xét tinh tế về cuộc sống hàng ngày. Xúc cảm của Thạch lam thường bắt nguồn và nảy nở lên từ những chân cảm đối với tầng lớp dân nghèo thành thị và thôn quê. Thạch Lam là nhà văn quý mến cuộc sống, trang trọng trước cuộc sống của mọi người chung quanh. Ngày nay đọc lại Thạch lam, vẫn thấy đầy đủ cáo dư vị và cái nhã thú của những tác phẩm có cốt cách và phẩm chất văn học...
- Nhà văn Vũ Ngọc Phan:

Ngay trong tác phẩm đầu tay (Gió đầu mùa), người ta đã thấy Thạch Lam đứng vào một phái riêng... Ông có một ngòi bút lặng lẽ, điềm tĩnh vô cùng, ngòi bút chuyên tả tỉ mỉ những cái rất nhỏ và rất đẹp... Phải là người giàu tình cảm lắm mới viết được như vậy...
- GS. Phạm Thế Ngũ:

Thạch Lam là một nhà văn có khuynh hướng xã hội... Đối với ông, nhân vật thường là những người tầm thường trong xã hội: mẹ Lê trong xóm nghèo, cô hàng xén ở phố huyện, cậu học trò đi ở trọ, hai cô gái giang hồ trơ trọi... Và ông thường để ý vạch vẽ cuộc đời, tình cảm cùng ý nghĩ của họ, chớ không bận tâm lắm đến việc tuyên truyền tư tưởng cách mạng xã hội như trong các tác phẩm của Nhất Linh hay Hoàng Đạo... Ta thấy Thạch Lam, luôn hòa đồng trong cái xã hội nhỏ bé mà ông thương xót với tất cả tâm hồn đa cảm của ông...
- GS. Phong Lê:

Thạch Lam có quan niệm dứt khoát về thiên chức của văn chương: "Đối với tôi, văn chương không phải một cách đem đến cho người đọc sự thoát ly hay sự quên, trái lại, văn chương là một thứ khí giới thanh cao và đắc lực mà chúng ta có, để vừa tố cáo và thay đổi một cái thế giới giả dối và tàn ác, vừa làm cho lòng người đọc thêm trong sạch và phong phú hơn".
Có lẽ cả hai phương diện, vừa tố cáo, vừa xây dựng, đều được Thạch Lam chú ý; và trong phần thành công của nó, các dấu ấn hiện thực và lãng mạn trong văn Thạch Lam đều tìm được sự gắn nối ở chính quan niệm này.
Ở tư cách nhà văn, Thạch Lam đòi hỏi rất cao phẩm chất trung thực của người nghệ sĩ. Ông viết: "Sự thành thực chưa đủ cho nghệ thuật. Có thể, nhưng một nhà văn không thành thực không bao giờ trở nên một nhà văn giá trị. Không phải cứ thành thực là trở nên một nghệ sĩ. Nhưng một nghệ sĩ không thành thực chỉ là một người thợ khéo tay thôi".
- PGS. Nguyễn Hoành Khung:

...Tình cảm của Thạch Lam chân thành, tuy nhiên, ông chỉ mới băn khoăn, thương cảm đối với số phận người nghèo qua những câu chuyện mang một dư vị ngậm ngùi, tội nghiệp.
Về bút pháp, có thể nói Thạch Lam là nhà văn mở đầu cho một giọng điệu riêng: trữ tình hướng nội trong truyện ngắn. Ngòi bút của ông thường khơi sâu vào thế giới bên trong của cái "tôi", với sự phân tích cảm giác tinh tế.
Sáng tác của Thạch Lam giàu chất thơ, và đọc ông, đời sống bên trong có phong phú hơn, tế nhị hơn; chúng "đem đến cho người đọc một cái gì nhẹ nhõm, thơm tho và mát dịu" (Nguyễn Tuân).
Ông là cây bút có biệt tài về truyện ngắn. Nhiều truyện ngắn của ông dường như không có cốt truyện, song vẫn có sức lôi cuốn riêng. Truyện dài "Ngày mới" của ông không có gì đặc sắc về tư tưởng và nghệ thuật.
- Khúc Hà Linh (Hiệu trưởng Trường Văn hóa nghệ thuật Hải Dương):

Thạch Lam có những tháng năm sống nơi thôn dã, nên trong tác phẩm ông chất chứa nhiều hình bóng con người và đời sống làng quê... Ông tả nội tâm nhân vật tài tình, nhuần nhị, tinh tế. Văn ông hài hòa giữa lãng mạn và chân thực, mà vẫn nồng nàn tình quê, nặng lòng với dân tộc.
Thạch Lam không chỉ nổi tiếng về truyện ngắn, ông còn thành công trong thể loại bút ký. "Hà Nội băm mươi sáu phố phường" gồm nhiều mẩu văn ngắn mà sinh động, thể hiện vốn sống phong phú và tài hoa của ông...
Năm 1996, ở Cẩm Giàng có một con đường mang tên Thạch Lam. Đây là một việc làm mạnh dạn, là cách trân trọng văn chương hiếm thấy tại thời điểm lịch sử lúc bấy giờ. Hiện nay, truyện ngắn "Hai đứa trẻ" (in trong tập truyện "Nắng trong vườn") của ông đang được giảng dạy tại lớp 11 trong hệ thống giáo dục Việt Nam.

## Thông tin dòng họ
Theo Gia phả họ Nguyễn Tường hiện đang lưu giữ ở Hội An, thì họ này khởi đầu từ ông Nguyễn Văn Vân, thi đỗ nhị trường, được bổ chức lễ sinh, làm việc bên chúa Nguyễn Phúc Ánh. Năm 1797, ông Vân theo chúa Nguyễn ra đánh Quảng Nam, lập công to, nên được ban họ Nguyễn Tường.
Ông Nguyễn Tường Vân có hai vợ. Người vợ thứ (Nguyễn Thị Khoa Nhàn) sinh ra bốn con trai, trong đó có người con thứ hai tên Nguyễn Tường Phổ.
Nguyễn Tường Phổ (1807-1856), sinh ở Cẩm Phổ (Hội An) là người văn võ toàn tài. Năm 35 tuổi (1842), ông thi đỗ Tiến sĩ, lần lượt trải qua các chức: Hàn lâm viên biên tu nội các (Huế), Tri phủ Hoằng An (Bến Tre), Tri phủ Tân An (Gia Định). Rồi cuối cùng là Đốc học tỉnh Hải Dương. Vậy là ông Phổ, người Quảng Nam, trở thành vị khai nguyên cho dòng Nguyễn Tường ở Cẩm Giàng.
Ông Phổ có hai con là Nguyễn Tường Trấp (còn gọi là Tiếp) và Nguyễn Tường Chữ. Sau, ông Trấp làm tri huyện Cẩm Giàng, được dân trong vùng gọi là Huyện Giám. Ông Trấp có ba vợ, nhưng chỉ có bốn người con, trong số này có Nguyễn Tường Nhu, tức cha Thạch Lam...

## Sách tham khảo
- Vũ Ngọc Phan, Nhà văn hiện đại (tập 2). Nhà xuất bản KHXH in lại năm 1989.
- Phạm Thế Ngũ, Việt Nam văn học sử giản ước tân biên (quyển 3). Quốc học tùng thư xuất bản, 1965.
- Thạch Lam, Gió đầu mùa. Nhà xuất bản Văn học, 1982.
- Phong Lê, Tuyển tập Thạch Lam. Nhà xuất bản Văn học, 1988.
- Nguyễn Q. Thắng-Nguyễn Bá Thế, Từ điển nhân vật lịch sử Việt Nam . Nhà xuất bản KHXH, 1992.
- Nhiều người soạn, Văn xuôi lãng mạn Việt Nam  (1930-1945, tập 5). Nhà xuất bản KHXH. 1989.
- Nhiều người soạn, Từ điển Văn học (bộ mới). Nhà xuất bản Thế giới, 2004.
- Nhiều người soạn, Ngữ văn lớp 11 (tập 1). Nhà xuất bản Giáo dục, 2008.
- Khúc Hà Linh, Anh em Nguyễn Tường Tam-Nhất Linh: Ánh sáng và bóng tối. Nhà xuất bản Thanh Niên, 2008.